# Калифорнийские морские львы
Калифорнийские морские львы, или северные морские львы, или чёрные морские львы (лат. Zalophus), — тихоокеанский род ушастых тюленей .
В составе рода выделяют три вида, ранее все три вида рассматривались как подвиды Zalophus californianus:
- Zalophus californianus — калифорнийский морской лев[3] — распространён вдоль тихоокеанского побережья Северной Америки;
- † Zalophus japonicus[4] — обитал в Японском море, нет достоверных встреч с конца 1950-х, считается вымершим;
- Zalophus wollebaeki[5] — эндемик Галапагосских островов.